# Alexi Giannoulias
Alexi Giannoulias, né le 16 mars 1976 à Chicago, est un homme politique américain, membre du parti démocrate et trésorier de l'Illinois de 2007 à 2011. 
Le 2 février 2010, il remporte l'investiture démocrate pour le siège de sénateur des États-Unis autrefois occupé par Barack Obama. Toutefois le 2 novembre 2010, il est battu de justesse par le représentant républicain Mark Kirk,.
Le 8 novembre 2022, il est élu secrétaire d'État de l'Illinois face au républicain Dan Brady.

## Enfance et études
Giannoulias grandit à Chicago, dans une famille d'immigrants grecs. Il s'inscrit à l'Université de Chicago avant son transfert à l'Université de Boston, où il joue au basket-ball en Division I de la National Collegiate Athletic Association (NCAA). Giannoulias est ensuite nommé au Tableau d'honneur de l'America East Conference, pendant les deux années où il joue au basket-ball ; il obtient dans la foulée une licence d'économie avec mention.
En 1998, Giannoulias joue pendant une année au basket-ball professionnel dans le club de Paniónios BC en Grèce, avant son inscription à l'Université de droit de Tulane à La Nouvelle-Orléans. Après l'obtention de son diplôme, il est admis au Barreau de l'Illinois (Illinois Bar). Il devient par la suite le vice-président et le gestionnaire de la Broadway Bank, une banque appartenant à sa famille.
Giannoulias est membre du conseil d'administration de l'association Banker’s Association of Illinois Legislative Committee. Il fonde aussi et préside l'AG Foundation, une association de charité à but non lucratif qui recueille des dons d'argent pour traiter les maladies infantiles, lutter contre la pauvreté et aider des ONG en cas de catastrophes naturelles.

## Trésorier de l'Illinois
Le 7 novembre 2006, Alexi Giannoulias est élu Trésorier de l'Illinois, après avoir battu avec plus de douze points d'avance la sénatrice républicaine Christine Radogno.
Sa première décision officielle comme Trésorier, est de signer son propre décret pour promulguer l'ethics package afin de lutter contre la corruption en Illinois ; ce décret concerne n'importe quel élu dans l'état. L'arrêté interdit d'accorder des contributions de banques aux salariés de la Trésorerie de l'Illinois et des entrepreneurs qui ont des activités avec la Trésorerie de l'État. Il s'est aussi déplacé pour ordonner la fermeture des deux hôtels criblés de dettes construits dans les années 1980 à Springfield et Collinsville,.
L'été 2007, Giannoulias lance le programme « Récompense verte » (Green Rewards), le plus vaste plan de crédit d'impôt financé par l'État de l'Illinois, qui accorde une remise de 1 000 $ aux résidents de l'État qui achètent un véhicule hybride ou rejetant peu de CO2.
Cette même année, il lance un programme pilote pour vendre sur eBay, le contenu abandonné de boîtes de coffres-forts appartenant à l'État, abandonnant ainsi les traditionnelles ventes aux enchères annuelles de l'État. Ces vente aux enchères hebdomadaires en ligne ont contribué a augmenter les prix de vente des coffres-forts, et ont attiré des acheteurs du monde entier.
En janvier 2009, l'État de l'Illinois achète pour 10 millions de dollars d'options d'investissement à l'État d'Israël. Giannoulias déclare que « c'est une bonne voie, sans risque pour la diversité de notre portefeuille, particulièrement dans une période où certaines de nos autres options d'investissement ne produisent pas tant de revenus à cause des fluctuations du marché, ici aux États-Unis. ».

## Candidature au Sénat des États-Unis
Le 2 mars 2009, Giannoulias annonce sur CNBC, qu'il forme un comité d'exploration de candidature (exploratory committee) pour le Sénat des États-Unis en 2010.
Le 26 juillet 2009, il annonce officiellement sa candidature pour le Sénat au Chicago Hilton, au même endroit que trois ans plus tôt le sénateur de l'Illinois de l'époque Barack Obama a soutenu Giannoulias pour le poste de trésorier d'État. Il est introduit, lors de sa déclaration de candidature, par le représentant Foster.
Le 2 février 2010, il remporte l'investiture du parti démocrate avec près de 39 % des voix, contre 34 % à David Hoffman, 20 % à Cheryle Jackson et près de 10 % pour les autres candidats.
Le 2 novembre 2010, Giannoulias est battu en obtenant seulement 1,583,363 voix soit 46 % des voix contre 1 640 680 voix et 48 % au républicain Mark Kirk.

## Pour approfondir